# Arzens
Arzens là một xã của Pháp, nằm ở tỉnh Aude trong vùng Occitanie.
Người dân địa phương trong tiếng Pháp gọi là Arzenais.
Xã này thuộc vùng đô thị Carcassonne

## Hành chính
| Danh sách các xã trưởng                |           |                    |      |         |
| Giai đoạn                              | Giai đoạn | Tên                | Đảng | Tư cách |
| tháng 3 năm 2001                       | 2008      | André Gol          |      |         |
| tháng 3 năm 2008                       | 2014      | Jean-Claude Pistre |      |         |
| Tất cả các dữ liệu trước đây không rõ. |           |                    |      |         |

## Thông tin nhân khẩu
| Năm | 1962 | 1968 | 1975 | 1982 | 1990 | 1999 |
| --- | ---- | ---- | ---- | ---- | ---- | ---- |
| Dân số | 943  | 966  | 833  | 933  | 971  | 1003 |
| From the year 1968 on: No double counting—residents of multiple communes (e.g. students and military personnel) are counted only once. |      |      |      |      |      |      |

## Các công trình nổi bật
- Nhà thờ phong cách La Mã
- Lâu đài
- Sân bay Carcassonne Salvaza

## Nhân vật nổi bật
- Jean-François de la Rocque de Roberval
- Achille Laugé